# Marcus Fulvius Flaccus (consul en -125)
Pour les articles homonymes, voir Marcus Fulvius Flaccus.
Marcus Fulvius Flaccus fut un sénateur romain et un allié des Gracques. Plutarque le qualifia d'« homme turbulent », « au caractère instable » et au « tempérament de révolutionnaire », jugement de dénigrement dont furent victimes les réformistes de cette période.

## Biographie
En 133 av. J.-C., selon Plutarque, Fulvius prévient Tiberius Gracchus que les patriciens conservateurs et leurs partisans viennent l'attaquer sur le forum, mais trop tard : Tiberius est tué dans l'émeute qui suit.
En 130 av. J.-C., Fulvius devient membre de la commission chargée des travaux de recensement des terres prévue par la réforme agraire (lex Sempronia),. Les travaux traînent en longueur, et certains opposants à ce projet de répartition des terres suggèrent d'accorder en remplacement le droit de cité aux citoyens des cités et peuples alliés de Rome en Italie; Fulvius appuie cette idée lorsqu'il est consul, mais se heurte au refus du Sénat, et abandonne ce projet.
En 125 av. J.-C., il est consul. Le Sénat l'envoie aider Massalia (Marseille), ville alliée de Rome, dont les colonies sont sans cesse pillées par leurs voisins : les Ligures, les Salyens et les Voconces. Selon l’historiographie antique, c’est la première intervention romaine en Gaule transalpine, même si les légions romaines se sont déjà plusieurs fois avancées jusqu’au Var, qui marquait alors la frontière entre Alpes et Gaule transalpine. Il triomphe en 123 av. J.-C.
En 122 av. J.-C., il est tribun militaire pour aider Caius Sempronius Gracchus en mettant en application une version modifiée de sa politique de la citoyenneté pour des Italiens.
En 121 av. J.-C., lui et Caius Gracchus n'ont pas gagné les élections au tribunat de la plèbe. Flaccus mène une protestation avec ses partisans sur la colline de l'Aventin, mais le consul Lucius Opimius avec l'accord du Sénat, tua Caius Gracchus, Flaccus et ses deux fils, et beaucoup d'autres de leurs partisans,.
Flaccus a eu un fils appelé Marcus Fulvius Flaccus Bambalus. Bambalus épousa Sempronia Graccha, fille de Caius Sempronius Gracchus, qui lui donna une fille, Fulvia Flacca Bambula, dite Fulvie. Fulvie épousa successivement Clodius Pulcher, puis Marc Antoine.